# Interstate 880 (Californie)
Pour les articles homonymes, voir Interstate 880.
L'Interstate 880 (I-880) est une Interstate highway, située dans la baie de San Francisco, qui relie du sud au nord San José à Oakland (États-Unis) en suivant la côte. L'I-880 est nommée Nimitz Freeway sur la majeure partie de son tracé, en l'honneur de l'amiral américain Chester Nimitz, qui passa sa retraite dans la région et vécut dans Yerba Buena Island. Cette autoroute fait partie du California Freeway and Expressway System.

## Description du tracé
Le terminus sud de l'I-880 se trouve à l'échangeur avec l'I-280 / SR 17 à San José. À partir de là, elle se dirige vers le nord-est et passe par l'Aéroport international de San José et atteint la US 101. À cet endroit, l'autoroute se tourne vers le nord-ouest en longeant la côte de la Baie de San Francisco. Elle relie les villes de Milpitas, Fremont, Newark, Union City, Hayward et San Leandro avant d'atteindre Oakland. À Oakland, l'I-880 passe à côté de l'Aéroport international d'Oakland, par le Oakland Coliseum, le Port d'Oakland ainsi que le centre-ville d'Oakland. Le terminus nord de l'I-880 est dans cette même ville à la jonction avec l'I-80 et l'I-580 près de l'approche est du Bay Bridge.
L'I-880 entre l'I-238 à San Leandro et son terminus nord est utilisée comme route principale pour le trafic lourd puisque celui-ci est interdit sur l'I-580 à Oakland.

### Voies express
Des voies à péage sont réservées aux véhicules à haute occupation (HOT) entre la limite de Milpitas–Fremont et Lewelling Boulevard à San Lorenzo. Elles ont ouvert en octobre 2020. Les voies express en direction sud s'étirent jusqu'à Hegenberger Road à Oakland.
Les heures d'opération de ces voies express sont déterminées en fonction du trafic et le coût varie selon que les véhicules sont occupées par un, deux et trois personnes. Il n'y a pas de postes de péage sur le tracé.

## Liste des sorties
| Interstate 880                                    |                         |       |       |        |                                                                                    | |
| Comté                                             | Municipalité            | mi    | km    | Sortie | Intersections / Destinations                                                       | Notes |
| Santa Clara                                       | San José                | 0,00  | 0,00  | 1A     | SR 17 (en) sud – Santa Cruz                                                        | Continue au-delà de l'I-280 |
| Santa Clara                                       | San José                | 0,00  | 0,00  | 1B     | I-280 – San Francisco, Centre-ville de San José                                    | Terminus sud; sortie 5C de l'I-280 nord, sortie 5B de l'I-280 sud                                                                      |
| Santa Clara                                       | San José                | 0,41  | 0,66  | 1C     | Stevens Creek Boulevard, West San Carlos Street                                    | |
| Santa Clara                                       | San José                | 1,25  | 2,01  | 1D     | Bascom Avenue – Santa Clara                                                        | Indiqué sortie 1A (sud) et 1B (nord) en direction nord                                                                                 |
| Santa Clara                                       | San José                | 2,08  | 3,35  | 2      | SR 82 (en) (The Alameda) – Santa Clara                                             | |
| Santa Clara                                       | San José                | 2,67  | 4,30  | 3      | Coleman Avenue – Aéroport international de San José                                | |
| Santa Clara                                       | San José                | 3,57  | 5,75  | 4A     | First Street – Centre-ville de San José                                            | |
| Santa Clara                                       | San José                | 4,08  | 6,57  | 4      | US 101 (Bayshore Freeway) – Los Angeles, San Francisco                             | Pas de sortie depuis I-880 sud vers US 101 nord; indiqué sortie 4B (sud) et 4C (nord)                                                  |
| Santa Clara                                       | San José                | 4,37  | 7,03  | 4D     | Gish Road, 10th Street vers US 101 nord                                            | Indiqué sortie 4C en direction sud; 10th Street non-indiqué en direction nord; Gish Road non-indiqué en direction sud                  |
| Santa Clara                                       | San José                | 5,34  | 8,59  | 5      | Brokaw Road                                                                        | |
| Santa Clara                                       | San José                | 6,70  | 10,78 | 7      | Montague Expressway                                                                | |
| Santa Clara                                       | Milpitas                | 7,69  | 12,38 | 8A     | Great Mall Parkway, Tasman Drive                                                   | |
| Santa Clara                                       | Milpitas                |       |       | —      | Voies express de l'I-880 sud                                                       | Terminus sud des voies express sud |
| Santa Clara                                       | Milpitas                | 8,42  | 13,55 | 8B     | SR 237 (en) (Calaveras Boulevard) / McCarthy Boulevard – Mountain View, Milpitas   | Indiqué sortie 8B (est) et 8C (ouest) en direction sud; pas d'entrée en direction sud depuis McCarthy Boulevard                        |
| Santa Clara                                       | Milpitas                |       |       | —      | SR 237 Express Lanes (en) ouest – Mountain View                                    | Voies express seulement; sortie direction sud, entrée direction nord                                                                   |
| Limite Santa Clara–Alameda                        | Limite Milpitas–Fremont | 10,41 | 16,75 | 10     | Dixon Landing Road                                                                 | |
| Limite Santa Clara–Alameda                        | Limite Milpitas–Fremont | 10,41 | 16,75 | —      | Voies express de l'I-880 nord                                                      | Terminus sud des voies express nord |
| Alameda                                           | Fremont                 | 12,26 | 19,73 | 12     | SR 262 (en) (Mission Boulevard) vers I-680 / Warren Avenue – Sacramento, Livermore | Indiqué sortie 12A (Mission Boulevard) et 12B (Warren Avenue) en direction nord                                                        |
| Alameda                                           | Fremont                 | 13,49 | 21,71 | 13     | Fremont Boulevard South, Cushing Parkway                                           | Indiqué sortie 13B en direction nord                                                                                                   |
| Alameda                                           | Fremont                 | 14,94 | 24,04 | 15     | Auto Mall Parkway                                                                  | |
| Alameda                                           | Limite Fremont–Newark   | 16,47 | 26,51 | 16     | Stevenson Boulevard                                                                | |
| Alameda                                           | Limite Fremont–Newark   | 17,42 | 28,03 | 17     | Mowry Avenue – Fremont Centre                                                      | |
| Alameda                                           | Limite Fremont–Newark   | 19,07 | 30,69 | 19     | SR 84 (en) est (Thornton Avenue) – Newark Centre                                   | Terminus sud du multiplex avec SR 84; Newark Centre non-indiqué en direction sud                                                       |
| Alameda                                           | Limite Fremont–Newark   | 20,53 | 33,04 | 21     | SR 84 (en) ouest (Decoto Road) – Dumbarton Bridge                                  | Terminus nord du multiplex avec SR 84                                                                                                  |
| Alameda                                           | Union City              | 21,71 | 34,94 | 22     | Fremont Boulevard North, Alvarado Boulevard                                        | |
| Alameda                                           | Union City              | 23,28 | 37,47 | 23     | Alvarado Niles Road                                                                | |
| Alameda                                           | Union City              | 23,90 | 38,46 | 24     | Whipple Road, Industrial Parkway, Dyer Street                                      | Dyer Street non-indiqué en direction nord; Industrial Parkway non-indiqué en direction sud                                             |
| Alameda                                           | Hayward                 | 24,76 | 39,85 | 25     | Industrial Parkway                                                                 | Sortie direction nord via sortie 24 |
| Alameda                                           | Hayward                 | 25,87 | 41,63 | 26     | Tennyson Road                                                                      | |
| Alameda                                           | Hayward                 | 26,92 | 43,32 | 27     | SR 92 (en) (Jackson Street) – Pont de San Mateo                                    | |
| Alameda                                           | Hayward                 | 27,83 | 44,79 | 28     | Winton Avenue                                                                      | |
| Alameda                                           | Hayward                 | 28,58 | 46,00 | 29     | A Street – San Lorenzo                                                             | San Lorenzo non-indiqué direction sud                                                                                                  |
| Alameda                                           | San Lorenzo             | 30,39 | 48,91 | 30     | Hesperian Boulevard                                                                | Indication direction nord |
| Alameda                                           | San Lorenzo             | 30,55 | 49,17 | 30     | Lewelling Boulevard – San Lorenzo                                                  | Indication direction sud |
| Alameda                                           | San Lorenzo             | 30,55 | 49,17 | —      | Voies express de l'I-880 nord                                                      | Terminus nord des voies express nord                                                                                                   |
| Alameda                                           | San Leandro             | 30,91 | 49,74 | 31A    | I-238 vers I-580 – Castro Valley, Stockton                                         | Indiqué sortie 31 en direction sud; sortie 16A / 17B de l'I-238                                                                        |
| Alameda                                           | San Leandro             | 31,05 | 49,97 | 31B    | Washington Avenue                                                                  | Sortie direction sud via sortie 31 |
| Alameda                                           | San Leandro             | 33,06 | 53,20 | 33     | Marina Boulevard                                                                   | Indiqué sortie 33A (est) et 33B (ouest)                                                                                                |
| Alameda                                           | San Leandro             | 33,87 | 54,51 | 34     | Davis Street                                                                       | |
| Alameda                                           | Oakland                 | 34,97 | 56,28 | 35     | 98th Avenue – Aéroport international d'Oakland                                     | |
| Alameda                                           | Oakland                 | 35,71 | 57,47 | 36     | Hegenberger Road – Oakland Coliseum, Aéroport international d'Oakland              | |
| Alameda                                           | Oakland                 | 35,71 | 57,47 | —      | Voies express de l'I-880 sud                                                       | Terminus nord des voies express sud |
| Alameda                                           | Oakland                 | 36,83 | 59,27 | 37     | 66th Avenue, Zhone Way – Oakland Coliseum                                          | |
| Alameda                                           | Oakland                 | 37,94 | 61,06 | 38     | High Street – Alameda                                                              | |
| Alameda                                           | Oakland                 | 38,91 | 62,62 | 39A    | 29th Avenue, Fruitvale Avenue                                                      | |
| Alameda                                           | Oakland                 | 39,16 | 63,02 | 39B    | 23rd Avenue – Alameda                                                              | Alameda non-indiqué en direction nord                                                                                                  |
| Alameda                                           | Oakland                 | 40,03 | 64,42 | 40     | Embarcadero, Fifth Avenue, 16th Avenue                                             | Pas d'entrée en direction nord; 16th Avenue non-indiqué en direction nord; Fifth Avenue non-indiqué en direction sud                   |
| Alameda                                           | Oakland                 | 41,31 | 66,48 | 41A    | Oak Street, Lakeside Drive                                                         | Sortie direction nord, entrée direction sud                                                                                            |
| Alameda                                           | Oakland                 | 41,32 | 66,50 | —      | Jackson Street                                                                     | Entrée direction nord seulement |
| Alameda                                           | Oakland                 | 41,32 | 66,50 | 41B    | Broadway – Centre-ville d'Oakland                                                  | Sortie direction nord, entrée direction sud                                                                                            |
| Alameda                                           | Oakland                 | 41,91 | 67,45 | 42A    | I-980 est (Grove Shafter Freeway) vers SR 24 (en) – Walnut Creek                   | Sortie direction nord, entrée direction sud                                                                                            |
| Alameda                                           | Oakland                 | 42,33 | 68,12 | 42B    | Market Street– Port d'Oakland                                                      | Sortie direction nord, entrée direction sud                                                                                            |
| Alameda                                           | Oakland                 | 43,02 | 69,23 | 42     | Broadway – Alameda                                                                 | Sortie direction sud, entrée direction nord                                                                                            |
| Alameda                                           | Oakland                 | 43,73 | 70,38 | 44     | 7th Street, West Grand Avenue                                                      | Sortie direction nord, entrée direction sud                                                                                            |
| Alameda                                           | Oakland                 | 45,63 | 73,43 | 46A    | I-80 Toll ouest (Bay Bridge) – San Francisco                                       | Sortie direction nord, entrée direction sud; la sortie se dirige directement au poste de péage de Bay Bridge ; sortie 8A de l'I-80 est |
| Alameda                                           | Oakland                 | 45,63 | 73,43 | 44     | West Grand Avenue, 7th Street                                                      | Sortie direction sud, entrée direction nord                                                                                            |
| Alameda                                           | Oakland                 | 45,63 | 73,43 | 46B    | I-80 est / I-580 ouest (Eastshore Freeway) – San Rafael, Sacramento                | Terminus nord; sortie direction nord, entrée direction sud; pas d'accès vers / depuis I-580 est; sortie 8B de l'I-80 ouest             |
| - Terminus de multiplex - Péage - Accès incomplet |                         |       |       |        |                                                                                    | |